# 黑背泥鱂
黑背泥鱂，為輻鰭魚綱鯉齒目鯉齒亞目花鳉科的其中一種，分布於中美洲伊斯帕尼奧拉島的淡水流域，體長可達5公分，棲息在溪流、湖泊及水塘，屬肉食性，生活習性不明。

## 擴展閱讀
維基物種上的相關：黑背泥鱂